# Grens

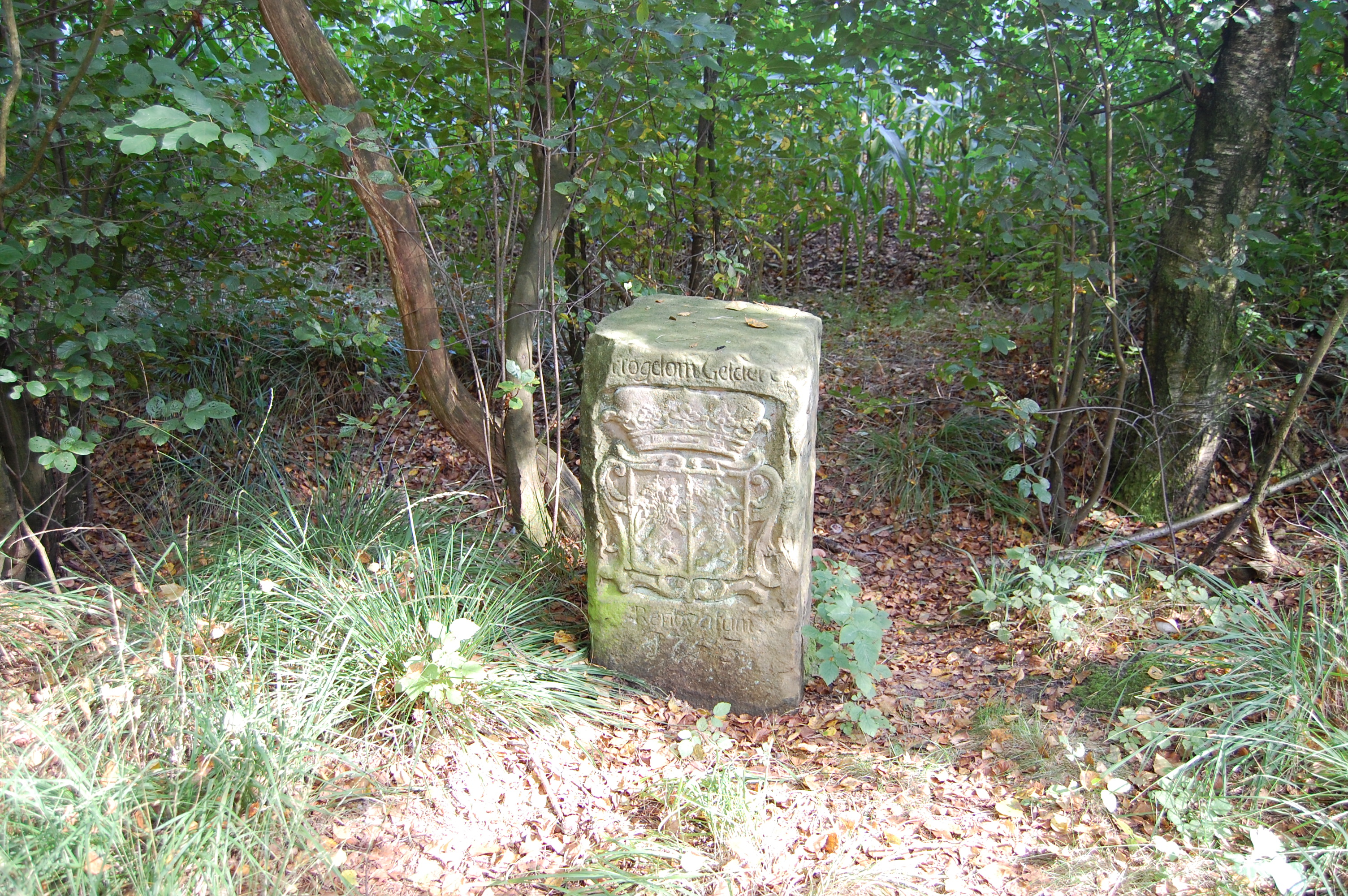
Grenspaal Nederland-Duitsland (oude grens Gelre-Münster)

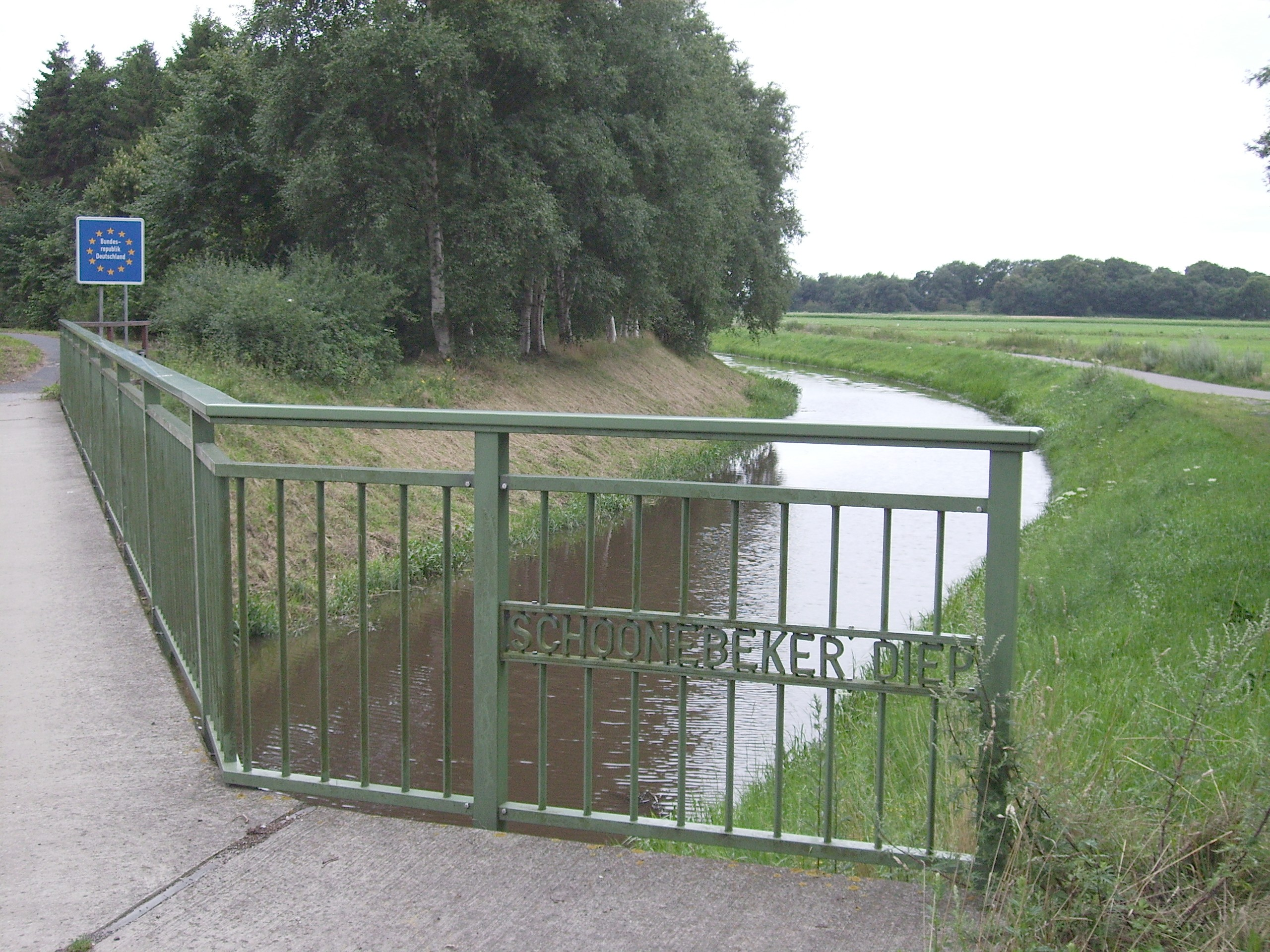
De grens tussen Nederland en Duitsland bij Schoonebeek wordt gevormd door water.

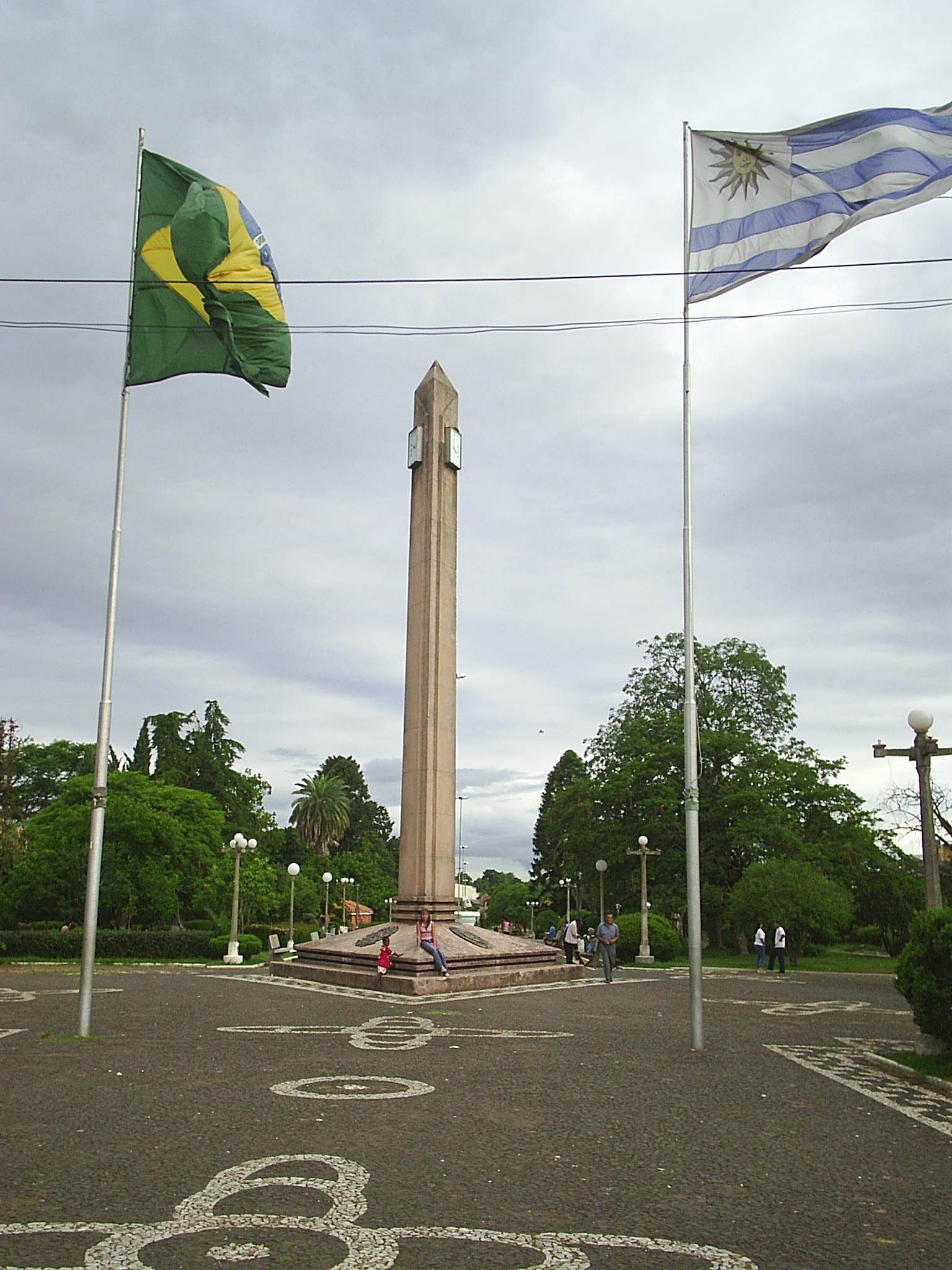
Monument op de grens tussen Brazilië (links) en Uruguay

Een grens vormt de scheidingslijn tussen twee landen of andere (meestal bestuurlijke) eenheden, die soms de vorm van een fysieke grensbarrière aanneemt.
Algemeen onderscheidt men:
- Natuurlijke grenzen, waar een landschapselement zoals de zee, een rivier of gebergte het verkeer bemoeilijkt.
- Grenzen tussen staten. Deze zijn in het algemeen in verdragen vastgelegd. Ze kunnen samenvallen met een natuurlijke grens, maar zijn vaak nauwkeuriger vastgelegd.
- Administratieve grenzen, de grenzen tussen andere bestuurlijke eenheden dan staten, zoals tussen deelstaten, provincies of gemeentes.
- Taalgrenzen, de grenzen tussen verschillende taalgebieden.

## Natuurlijke grenzen
Natuurlijke grenzen zijn makkelijk te tekenen of herkennen op een landkaart. Wanneer een gebergte de grens vormt kan men die meestal over de bergruggen trekken. Over watergrenzen bestaan conventies die meestal neerkomen op de volgende regels:
- Landen mogen zich in hun aangrenzende zeeën territoriale wateren en een aansluitende zone toe-eigenen. De territoriale wateren leiden tot 12 zeemijlen voorbij de basislijn, de aansluitende zone in beginsel tot 24 zeemijlen. De rest van de zee is in principe niet onderworpen aan de soevereiniteit van een staat. Wanneer de zee tussen landen smaller is wordt in principe de equidistantielijn aangehouden, de lijn die de punten verbindt die even ver van beide basislijnen liggen.
- Wanneer de grens wordt gevormd door een rivier ligt deze in principe in het midden van de rivier. Dit kan problemen veroorzaken wanneer de loop van de rivier zich verlegt. Dit was het geval met de Maas tussen Nederland en België, beide landen hebben in januari 2017 dit probleem opgelost.[1] Een ander voorbeeld is de Kentucky Bend waar het slechts om de grens tussen twee deelstaten gaat. (Missouri en Tennessee).
- Wanneer de grens wordt gevormd door een meer lopen de grenzen eveneens over de equidistantiepunten.

Ook een dicht en vrijwel ondoordringbaar woud kan een natuurlijke grens vormen.

## Kunstmatige grenzen

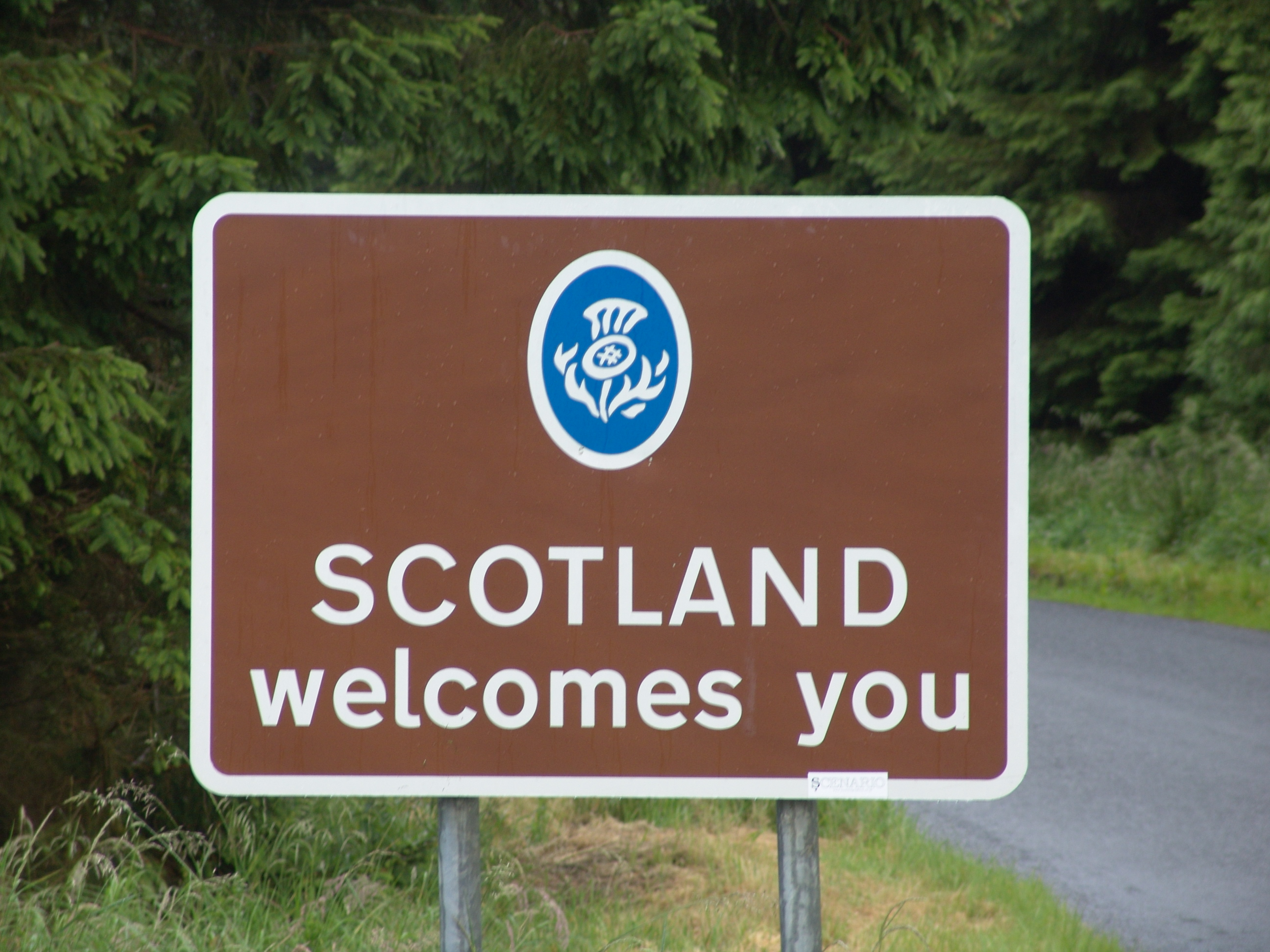
Grens naar Schotland vanuit Engeland

Een kunstmatige landgrens is in het terrein vastgelegd, door op de knikpunten een grenspaal of grenssteen te plaatsen. Wanneer men ongecontroleerde grensoverschrijding wil bestrijden is het ook mogelijk dat op de grens een hek wordt geplaatst, of zelfs een muur. De Chinese Muur is daarvan een klassiek voorbeeld. Een (para)militaire grensbewakingsdienst, de marechaussee, de politie of de douane zal dan meestal langs de grens patrouilleren, met vuurwapens en eventueel honden. Men kan tevens gebruikmaken van mijnenvelden, wachttorens en boobytraps. Dit soort zwaarbewaakte grenzen trof men aan bij de Duits-Duitse grens, en vindt men bijvoorbeeld bij landen die op vijandige voet staan of waarbij men illegale grensoverschrijding vreest.
In het oude Egypte werden al grensstenen gebruikt om de gebieden van landeigenaars af te bakenen. Dit werd bijgehouden en eens in de zoveel tijd door landmeters gecontroleerd aangezien sommige eigenaars de grenssteen in hun voordeel verplaatsten. In de middeleeuwen markeerden banpalen de grens van het rechtsgebied, de banne, rond een stad. Wie verbannen was, mocht deze niet passeren. Voor de Moderne Tijd waren grenzen vaak niet duidelijk, mede door de in de kinderschoenen staande cartografie. Het kwam in de middeleeuwen voor dat de bevolking in een grensgebied aan twee heren belasting moest betalen. Grenzen waren vooral onduidelijk in dunbevolkte gebieden als bossen, woestijnen, toendra's en moerassen. Niemand eiste die gebieden op dus waren ze ook niet interessant om te verdelen. Wanneer in latere tijden het bestaan van interessante grondstoffen werd vermoed kon dit alsnog tot conflicten leiden, zoals de Chaco-oorlog.
Met name dieren laten zich aan grenzen niets gelegen liggen, en er zijn dan ook bijvoorbeeld aan de voormalige Duits-Duitse grens veel dieren door landmijnen, prikkeldraad, en dergelijken omgekomen. Veel dieren vermijden zelfs jaren later de voormalige grens. Ook mensen zijn vaak bereid hoge risico's inzake illegale grensoverschrijding te nemen om in een land met een betere levensstandaard te wonen.

## Uti possidetis
Vanaf de eerste dekolonisatiegolf van 1800-1830 in Zuid-Amerika zag de wereld regelmatig de opsplitsing van grotere bestuurlijke eenheden in kleinere. Voorbeelden waren het uiteenvallen van Oostenrijk-Hongarije, Joegoslavië, de Sovjet-Unie, en de verschillende koloniale rijken. Meestal werd hiervoor het internationale rechtsbeginsel uti possidetis gebruikt, dat inhield dat de nieuwe nationale grenzen zo veel mogelijk aan de hand van de oude administratieve indelingen moesten worden getrokken. De meestvoorkomende kritiek op dit beginsel is dat deze oude grenzen al willekeurig waren en geen recht doen aan geografische, etnische, taalkundige of culturele factoren. Voorbeelden hiervan zijn onder andere de kaarsrechte grenzen van landen als Saoedi-Arabië, Papoea-Nieuw-Guinea, Egypte, Libië en Canada.

## Controle en formaliteiten
Sinds de Akkoorden van Schengen wordt door de meeste EU-lidstaten slechts sporadisch aan de grens gecontroleerd, maar dit geldt niet voor andere landen. Opdat men controles kan uitvoeren zal in de regel een weg die een grens doorsnijdt versperd zijn, bijvoorbeeld door een slagboom en/of barrières, vergezeld van (douane)kantoren. De mate van controle kan variëren van een vluchtige blik op het vervoermiddel en eventueel het paspoort tot een urenlang onderzoek van zowel papieren als vervoermiddel met inhoud en het invullen van talloze formulieren. Een van de redenen voor de Akkoorden van Schengen was het terugbrengen van de enorme kosten die grenscontrole met zich meebracht, zowel voor de nationale overheden als voor vervoerders voor wie het tijdsverlies en de administratieve lasten enorm waren.
Door de Akkoorden van Schengen zijn grensversperringen onnodig geworden, en merkt men bij veel grenzen slechts dat men een grens passeert aan de andere verkeersborden en asfaltmarkeringen. Men voelt bij het passeren per auto een zachte schok wanneer men de asfaltbotsing passeert: het punt waar de wegverhardingen van beide landen op elkaar aansluiten. Ook staat langs de weg een bord met daarop de naam van het land dat men binnenrijdt bij het passeren van de grens. Douanekantoren zijn verwijderd of hebben een alternatieve bestemming gekregen, bijvoorbeeld als restaurant. De wegverbreding dient hierbij vaak als parkeerplaats of als stopplaats voor vrachtwagens. Wanneer tijdelijk alsnog grenscontroles nodig zijn (zoals in Frankrijk na de Aanslagen in Parijs in november 2015 of tijdens de coronapandemie), wordt meestal de politie met deze taak belast.

## Smokkelen en consumptietoerisme
Bij smokkelen gaat het vaak om het illegaal over de grens brengen van goederen, bijvoorbeeld drugs. Soms steekt men de grens over voor het consumeren van goederen en/of diensten die in het eigen land illegaal zijn maar in het andere land gedoogd worden of daar legaal zijn, zoals alcoholische dranken, drugs, prostitutie of abortus. Een andere reden kan zijn dat het goed of de dienst in het andere land (veel) goedkoper is. Zo is motorbrandstof door de lagere accijnzen in Luxemburg goedkoper dan in omliggende landen. In tegenstelling tot smokkel is consumptietoerisme in beginsel niet illegaal, aangezien een staat in principe slechts soevereiniteit heeft over zijn eigen grondgebied. Extra-territoriale werking van nationaal strafrecht op nationale onderdanen zou in beginsel een inbreuk vormen op de soevereiniteit van een andere staat. Een uitzondering is overigens sekstoerisme waar het strafbare seksuele handelingen betreft, zoals seks met minderjarigen. Langzamerhand coördineren westerse landen met de bestemmingslanden een vervolgingsbeleid, waarbij de sekstoeristen bij thuiskomst vervolgd kunnen worden op grond van de zedenwetgeving van het thuisland. Bovendien wordt samengewerkt met de politie in de bestemmingslanden zodat de sekstoeristen ook daar al in de kraag kunnen worden gevat.
Smokkel, consumptietoerisme, en grote plaatselijke prijsverschillen hadden in het verleden veel invloed op de lokale economie en infrastructuur in een grensstreek. De grote supermarkten en vele tankstations die de dwergstaat Andorra lijken te bedekken, en de bovengemiddelde dichtheid van coffeeshops in Nederlandse grensgemeenten zijn moderne voorbeelden. Tijdens de Amerikaanse drooglegging beleefden cafés in grensplaatsen in Canada en Mexico topjaren. Nog steeds drinken Saoediërs indien mogelijk hun borrels in buurlanden omdat alcoholische dranken in eigen land verboden zijn. Anderzijds kan consumptietoerisme ook diensten en werkgelegenheid 'wegzuigen' uit omliggende landen. Zo ondervinden pomphouders in de Belgische grensstreek bij Luxemburg concurrentienadeel van de Luxemburgse pomphouders die door de lagere accijnzen motorbrandstof goedkoper kunnen aanbieden.

## Economisch effect
Zeegrenzen hebben over het algemeen een economische aantrekkingskracht doordat veel transport over water geschiedt. Bovendien is daar de economische impuls van het strandtoerisme bijgekomen. Landsgrenzen hebben aan de andere kant een economisch afstotend effect. Grenscontroles en formaliteiten hinderen en belasten het economisch verkeer, weinig of geen wegen zullen de grens kruisen, en vaak kunnen klanten, maar van een zijde de onderneming benaderen. Ondernemers zullen dus liever een centrale positie in het land willen (een geografische uitwerking van de stelling van de mediane kiezer). Bovendien kan ook een slechte politieke verhouding of zelfs oorlogsdreiging met het buurland ervoor zorgen dat ondernemers liever hun activiteit elders ontplooien. Het was dan ook niet voor niets dat de toenmalige bevolking van Thessaloniki in de Balkanoorlogen van 1912-1913 eigenlijk liever bij Bulgarije wilde horen, dat een groot achterland had voor haar haven. (Ze kreeg hierin niet haar zin omdat de Grieken de stad net iets eerder bereikten dan de Bulgaren.) Grensstreken en hun bevolking hebben dan ook meestal een groot belang bij het openen van de grenzen, ook in verband met bezoeken aan familie of vrienden aan de andere kant van de grens.

## Administratieve grenzen
Een grens op hoog bestuurlijk niveau is in de regel ook de grens op alle ondergelegen niveaus. Een taalgrens kan een land verdelen, en een gemeentegrens kan een dorp doorkruisen, maar een gemeentegrens kan niet een provinciegrens of rijksgrens doorkruisen. De bebouwing kan naadloos op elkaar aansluiten, maar een gemeente ligt nooit in twee provincies tegelijk. Wanneer uti possidetis wordt toegepast bij het verdelen van een grotere nationale eenheid tussen kleinere, kunnen de oude administratieve grenzen 'promoveren' tot de nieuwe nationale grenzen.

## Grensconflicten
Waar tussen twee aangrenzende gebieden een bufferstrook ligt, is sprake van een niemandsland. Waar tussen twee grootheden geen duidelijke grenslijn getrokken kan worden, spreekt men wel van een grijs gebied. Waar twee landen het niet, of niet langer, eens zijn over hun grens spreekt men van een grensconflict. Grensconflicten kunnen reiken van diplomatiek overleg om een grens vast te stellen tot verklaarde oorlog. Er zal dan goed- of kwaadschiks een grenscorrectie worden bewerkstelligd. Een andere oplossing is de vorming van een condominium, waarbij de soevereiniteit over het betwiste gebied wordt gedeeld.
Meestal is de reden van een grensconflict revisionisme, een etnische verdeling die afwijkt van de nationale grenzen, of de ontdekking van waardevolle hulpbronnen in een grensgebied. Er zal altijd een conflict bestaan voor de mensen die niet binnen de beschreven grenzen vallen. Bijvoorbeeld door gebrek aan legale papieren, geld, of een door de zittende macht erkende afkomst of ideologie. Denk daarbij aan migranten en de miljoenen bewoners van sloppenwijken in Caracas.

### Voorbeelden van grensconflicten

#### Huidige grensconflicten
- Nederland heeft een al lang lopend grensgeschil met Duitsland over de exacte ligging van de landsgrens in de Dollard. Er is echter nooit sprake geweest van het gebruik van andere dan diplomatieke middelen om dit op te lossen.
- De grenzen van Suriname worden zowel in het oosten (grens met Frans-Guyana) als in het westen (grens met Guyana) betwist. De zeegrens tussen Guyana en Suriname is in 2007 na arbitrage vastgesteld. Alleen de zuidgrens (met Brazilië) is al sinds 1906 onbetwist.
- Er bestaat een grensconflict over de Kaspische Zee tussen aangrenzend Rusland aan de ene kant en Iran aan de andere kant. Inzet is de aardolie die zich onder de Kaspische Zee bevindt. Rusland is van mening dat de Kaspische Zee juridisch als meer dient te worden gekwalificeerd; volgens Iran is de Kaspische Zee juridisch een zee. Kwalificatie tot zee leidt tot een gunstige verdeling voor Iran, en kwalificatie tot meer is gunstig voor Rusland.
- Een van de aanleidingen voor de Irak-Iranoorlog (1980-1988) was het verloop van de grens in de rivier de Shatt al-Arab. Volgens Iran liep deze over de equidistantielijn, maar volgens Irak liep de grens dichter bij de Iraanse oever.
- Marokko erkent de landsgrenzen met de Spaanse steden Ceuta en Melilla niet en eist deze steden als Marokkaans grondgebied op. Ook wordt een aantal eilanden geclaimd, zoals Isla Perejil. Spanje zelf heeft een aanspraak op Gibraltar en wil daarom de strategisch gelegen steden Ceuta en Melilla niet opgeven zolang het Gibraltar niet terugkrijgt. De inwoners van Gibraltar zijn niet geïnteresseerd in een overdracht aan Spanje en willen liever dat Gibraltar Brits overzees gebied blijft.
- China heeft een grensconflict met India dat in 1962 zelfs uitmondde in de Chinees-Indiase Oorlog. De achterliggende reden was een in Chinese ogen onrechtmatige grenscorrectie tussen Brits-Indië en Tibet.
- Taiwan (nationalistisch China) weigert internationale afspraken gemaakt door de Volksrepubliek China te erkennen en eist daarom nog steeds gebieden op waar de Volksrepubliek China al afstand van heeft gedaan, zoals geheel Mongolië, de republiek Tuva, evenals claims op kleinere delen van Rusland, Tadzjikistan en Afghanistan. Aangezien Taiwan de facto slechts gezag heeft over het eiland Taiwan zijn deze claims puur theoretisch.
- Japan eist de zuidelijke Koerilen (Koenasjir (Kunashiri), Itoeroep (Etorofu), Sjikotan (Shikotan), en de Chabomai-eilanden (Habomai Shotō)) op, omdat de Sovjet-Unie het Verdrag van San Francisco in 1951 niet heeft getekend. Japan beschouwt daarom alleen de oudere verdragen als geldig. In Japan worden deze eilanden de "Noordelijke territoria" genoemd.
- De separatie van de Krim wordt alleen door Afghanistan, Kazachstan, Kirgizië, Noord-Korea, Syrië, Venezuela, Rusland en Wit-Rusland erkend; de annexatie ervan door Rusland, wordt alleen door Wit-Rusland erkend.
- Slovenië en Kroatië hebben een geschil over hun territoriale en maritieme grenzen, dat beide staten op vreedzame manier proberen te beslechten door arbitrage.
- Egypte en Soedan eisen beiden de Hala'ib-driehoek op. Op grond van beider interpretatie van de grenzen valt het kleinere en minder waardevolle gebied Bir Tawil aan het andere land toe, daarom dat geen van beide landen Bir Tawil wil hebben.

#### Vroegere grensconflicten
Deze zijn vroegere grensconflicten in chronologische volgorde:
- De Sovjet-Unie en China hadden lange tijd een grensgeschil over een aantal eilanden in de Amoer. Dit geschil is uiteindelijk opgelost.[(sinds) wanneer?]
- In België schonk Lodewijk IV van Loon in 1330 de heidegronden tussen Zonhoven en Hasselt aan deze laatste plaats, met de bepaling dat de grens ging tot waar men gewoon was te weiden met de beesten. Deze vage bepaling zorgde ervoor dat er meerdere honderden jaren grenstwisten bleven bestaan tussen de twee gemeenten.[(sinds) wanneer?]

## Figuurlijk taalgebruik
Grens en begrenzing worden figuurlijk in uitdrukkingen gebruikt om (psychologische) beperkingen aan te duiden. Voorbeelden zijn:
- De mogelijkheden zijn onbegrensd. De mogelijkheden zijn onbeperkt.
- Waar haalt hij de onbegrensde brutaliteit vandaan... Hij is verschrikkelijk brutaal.
- Hij kent zijn grenzen niet. Hij beseft niet wanneer hij te ver gaat, of is zo onervaren dat hij nog niet beseft wat (lichamelijk) wel en niet mogelijk is.
- Hier ligt bij mij toch echt de grens. Dit is het maximale dat ik nog kan tolereren.
- Dat is een grensgeval. Iets zit tussen acceptabel en onacceptabel in, of is nog net acceptabel.
- Grensoverschrijdend gedrag. Onacceptabel gedrag, afhankelijk van de context.
- Je eigen grenzen aangeven. Aangeven aan een ander tot waar die bij je mag gaan: wat sta je toe en wat niet.

## Paal
Een ander woord voor grens is paal. Het is in sommige dialecten gebruikelijk. Men komt het ook tegen in de uitdrukking paal en perk stellen en in de psalmtekst  's Heren goedheid kent geen palen. Vermoedelijk houdt dit woord verband met grenspaal.

## Galerij

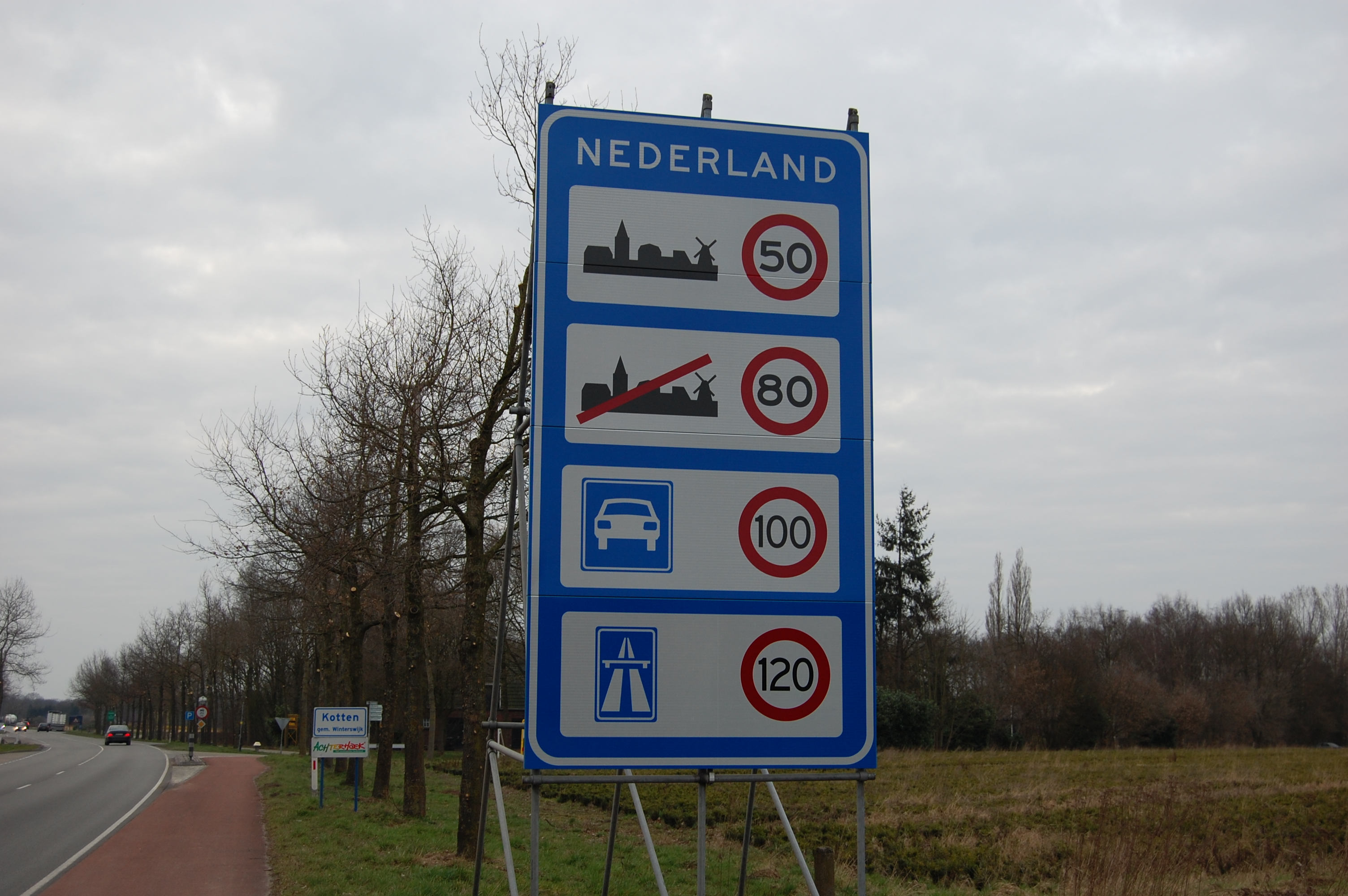
Bord nabij grens met Duitsland
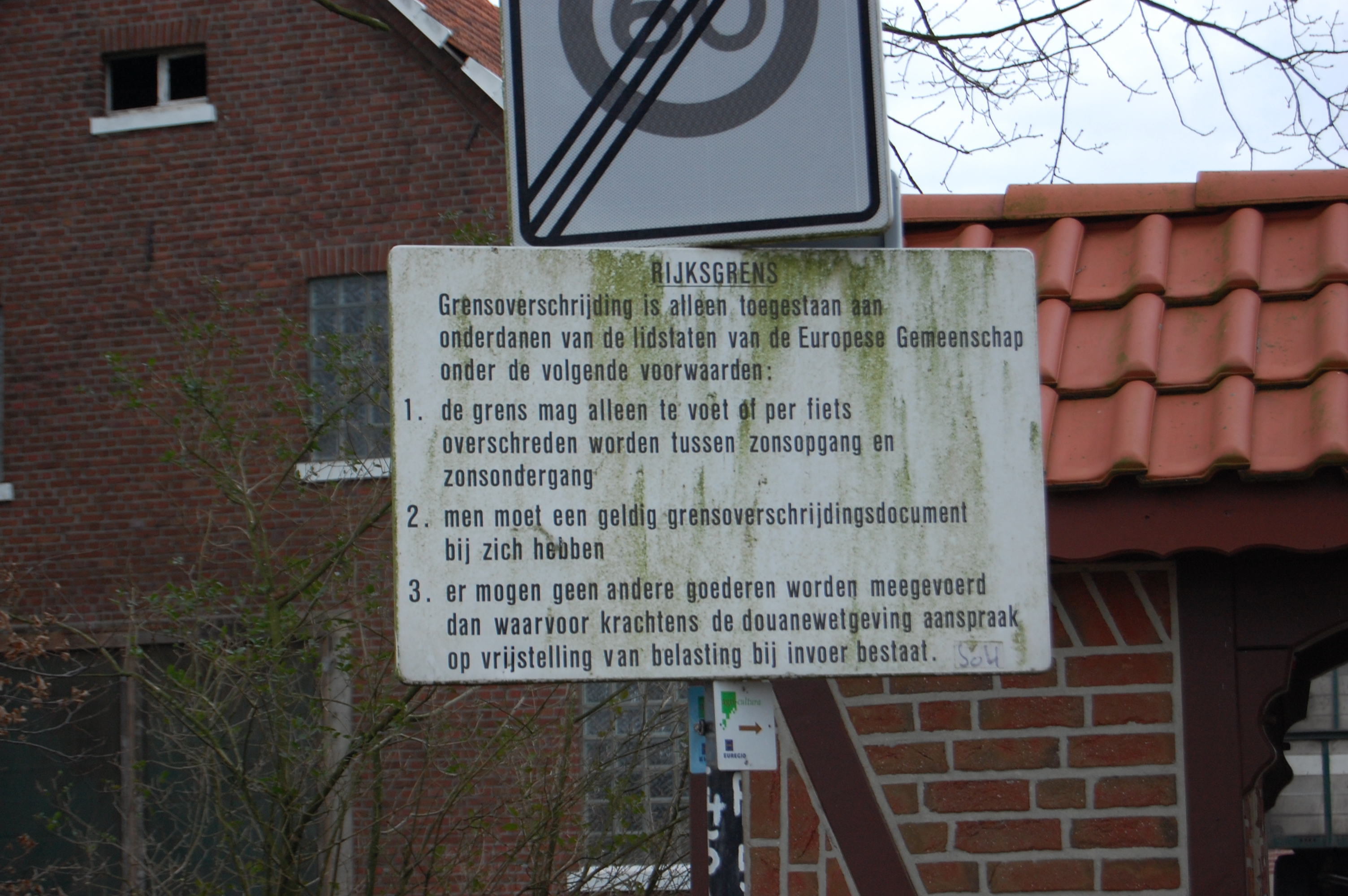
Bordje bij de grens met Duitsland
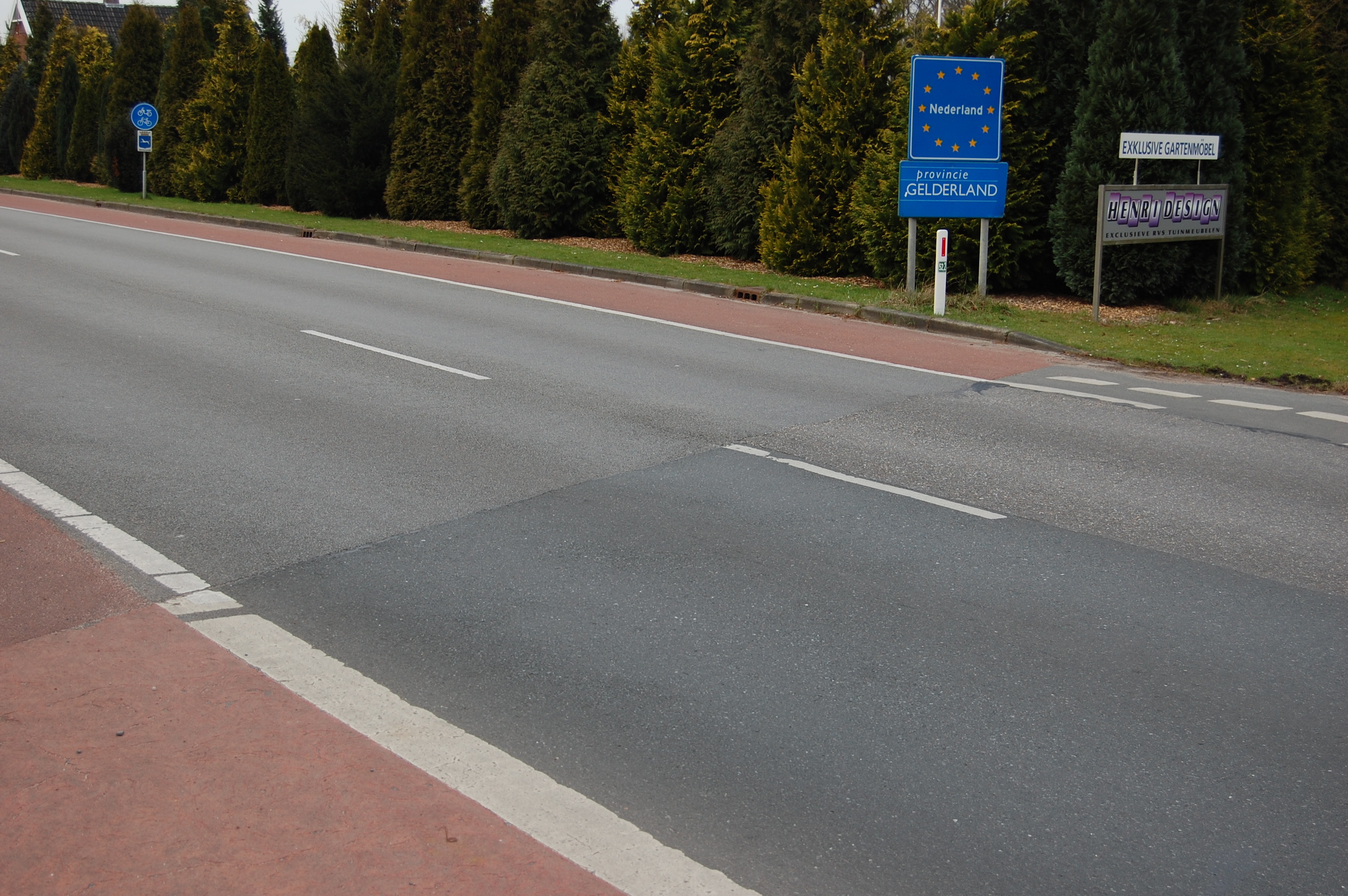
Asfaltbotsing op de grens met Duitsland (Kotten-Oeding)
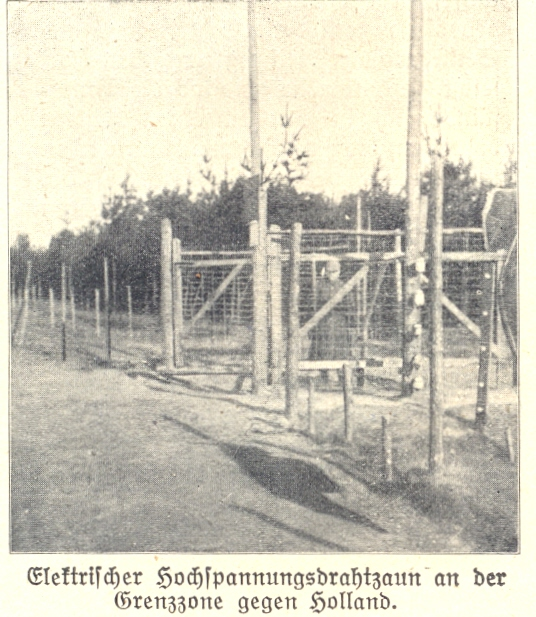
Dodendraad in de Eerste Wereldoorlog
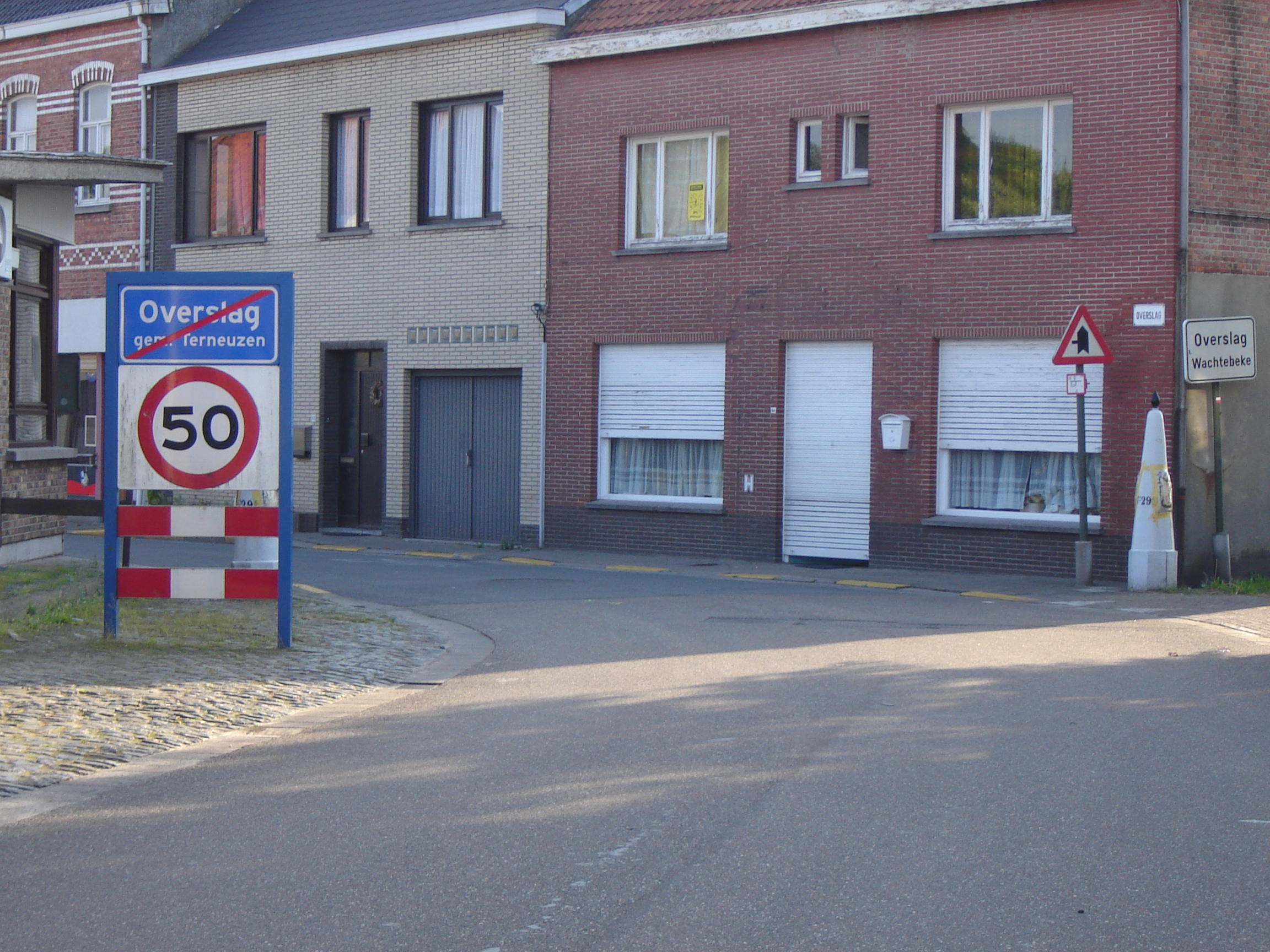
Nederlands-Belgische grens bij Overslag (Zeeuws-Vlaanderen)
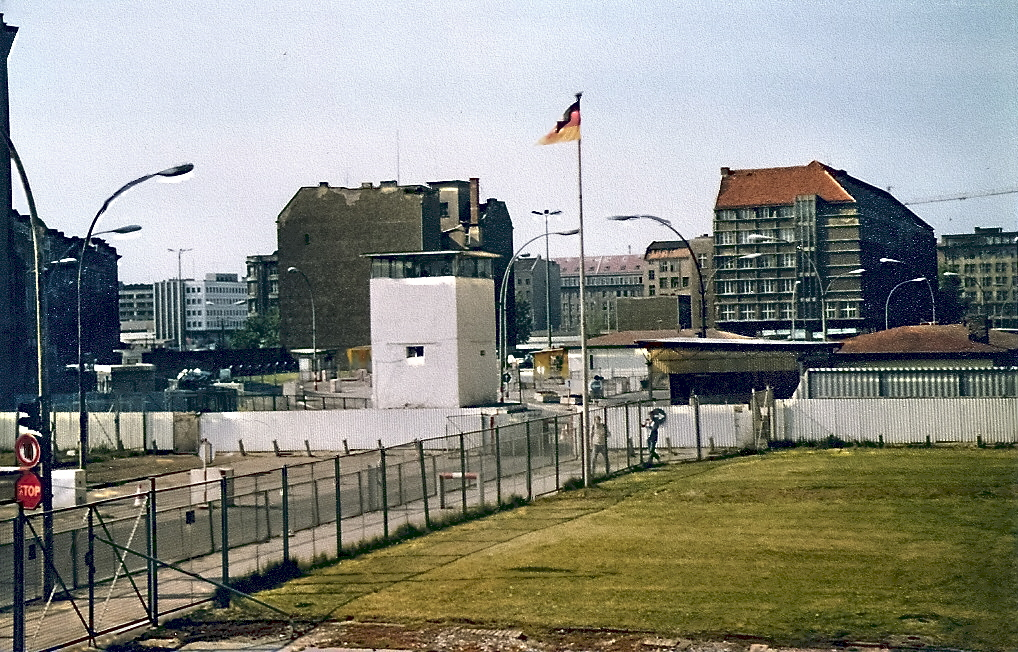
Berlijnse Muur bij Checkpoint Charlie 1982